# Казе Калистри (Болоња)
Казе Калистри (итал. Case Calistri) је насеље у Италији у округу Болоња, региону Емилија-Ромања.
Према процени из 2011. у насељу је живело 17 становника. Насеље се налази на надморској висини од 780 м.